# The Professional (film, 2017)
Pour les articles homonymes, voir The Professional.
Pour plus de détails, voir Fiche technique et Distribution.
The Professional ou Traquer pour tuer au Québec (The Hunter's Prayer) est un thriller américano-germano-espagnol réalisé par Jonathan Mostow et sorti en 2017. Il s'agit d'une adaptation du roman For the Dogs (2004) de Kevin Wignall.

## Synopsis
Ancien soldat, Lucas (Sam Worthington) est devenu un tueur à gages pour le compte de Richard Addison (Allen Leech), un homme d'affaires anglais trempant dans des activités illégales et ayant un grand manoir près d'Harrogate. Martin Hatto, le comptable chargé des avoirs américains d'Addison, a trahi son patron en lui volant 25 millions de dollars qu'il a détournés vers le compte épargne de sa fille. Il comptait également le dénoncer au FBI. Mais Addison s'en est aperçu et a envoyé Metzger (Martin Compston), un autre de ses tueurs, assassiner Hatto et sa nouvelle épouse à leur domicile avant de mettre le feu à la maison pour faire croire à un accident. La mission est un succès. De son côté, Lucas est chargé de tuer la fille d'Hatto, Ella (Odeya Rush), afin d'envoyer un message à tous les employés d'Addison, ce dernier ne voulant plus jamais être trahi. Ella fréquente un pensionnat en Suisse, à Montreux. Elle fait le mur pour rejoindre un garçon à une fête. Lucas la suit mais des hommes armés arrivent à la fête pour tuer Ella, car Lucas était trop lent au gout d'Addison. Lucas tue les hommes d'Addison et s'enfuit avec Ella, qu'il emmène en France près de Chaumont. 
Addison contacte Lucas et lui ordonne de tuer Ella. Il le menace également, s'il n'obéit pas, de s'en prendre à sa fille (qu'il n'a jamais rencontrée) et à son ex-femme. Lucas tente de tuer Ella mais cette dernière le supplie et il ne trouve pas la force de lui tirer dessus. Ella prend la fuite avant d’être rattrapée par Lucas qui lui explique la situation et lui annonce que son père et sa belle-mère ont été tués. Ils se rendent ensuite dans une épicerie au bord de la route pour acheter de quoi manger et s'assoient à une table avant que des hommes d'Addison ouvrent le feu sur eux. Lucas parvient à les éliminer mais il est blessé par balle et s'enfuit en voiture avec Ella. Il demande à Ella de prendre le volant car il doit s'injecter une dose d’héroïne, à la fois pour atténuer la douleur de sa blessure et parce qu'il y est accro, mais Ella plante la voiture dans le fossé ce qui les force à prendre le train à Saint-Dizier.
Dans le train Lucas retrouve Dani, une autre tueuse à gage, à qui il a donné rendez-vous et avec qui il semble avoir eu une histoire d'amour.
Dani le soigne puis rejoint Ella, qui s'est rendue au wagon-restaurant, pour la convaincre de prendre la fuite à la prochaine gare, prétextant que Lucas est un drogué à qui on ne peut pas faire confiance.
Elle retourne auprès de Lucas à qui elle donne une seringue qui - d'après elle - contient de l’héroïne. Mais Lucas se méfie, s'empare de la seringue et menace de l'injecter à Dani si elle ne révèle pas son objectif. Dani avoue alors qu'Addison et Metzger ont mis un contrat sur la tête de Lucas. Lucas comprend que Dani a parlé à Ella et descend à la gare de Lille en même temps qu'Ella, qui tombe nez-à-nez avec Metzger. Il tente alors de la tuer mais Lucas s'interpose et ils prennent à nouveau la fuite. Ils se dirigent ensuite vers Boulogne-sur-Mer puis ils prennent un bateau pour l'Angleterre. Ils se procurent ensuite une voiture et arrivent dans une des caches de Lucas, située à Leeds.
Ella apprend l'existence de la fille de Lucas en voyant des photos accrochées au mur et conseille à Lucas de contacter sa fille.
Elle surprend ensuite Lucas alors que ce dernier s’apprêtait à s'injecter une dose d’héroïne. Elle lui reproche de l'avoir emmenée à sa planque uniquement pour se droguer et non pour la protéger. Elle lui dit que finalement il vaut mieux que sa fille ne le rencontre jamais. Lucas décide finalement de ne pas prendre sa dose.
Alors que Lucas est en pleine crise de manque, Ella lui demande de tuer Addison mais ce dernier refuse car il est fatigué de tuer. Ella prend son arme et se dirige vers le siège de Addison sans que Lucas puisse l'en empêcher. Une fois sur place elle demande à voir Addison mais une fois face à lui elle ne trouve pas la force de le tuer. Elle prend la fuite et se fait arrêter par la police. Banks (Amy Landecker), une agente corrompue du FBI travaillant pour Addison, prend en charge Ella et tente de lui soutirer ses coordonnées bancaires pour pouvoir récupérer l'argent d'Addison mais Ella se rend compte de la duplicité de Banks. Cette dernière la livre alors à Metzger qui l'emmène au manoir d'Addison. Pendant ce temps, Lucas tue un homme d'Addison qui était venu à sa planque pour le tuer. Il décide de prendre la fuite avec l'argent qu'il lui reste, mais il se retrouve face à Dani qui lui reproche sa lâcheté et tente de le tuer avant d’être abattue par Lucas. Lucas reçoit ensuite un appel d'Addison l'informant qu'il a capturé Ella et qu'il va s'occuper d'elle. Croyant qu'Ella est morte ou ne va tarder à l’être, Lucas se rend chez Addison pour la venger. Il s'introduit dans son manoir dans lequel a lieu une réception et se confronte à Addison dans une pièce à l'écart des invités. Addison lui révèle alors qu'Ella n'est pas morte, car il a encore besoin de ses coordonnées bancaires.
Il amène Lucas jusqu'à la cave où se trouve Ella mais aussi Metzger et Banks. Une fusillade éclate au cours de laquelle Lucas tue Banks tandis qu'Ella prend la fuite.
Elle est rattrapée par Metzger qui lui tire dans l'épaule avec un pistolet, mais avant qu'il puisse l'exécuter, Lucas se jette sur lui. L'arme de Metzger tombe au sol et ce dernier prend le dessus sur Lucas. Il lui assène de nombreux coups de poing et de pied avant d’être tué par Addison, qui a entre-temps récupéré un fusil de précision.
Ce dernier se tourne vers Lucas et déplore que lui et Metzger aient commis trop d'erreurs alors qu'ils étaient ses deux meilleurs éléments. Il s’apprête à tuer Lucas mais Ella, qui a récupéré le pistolet de Metzger, tire à trois reprises sur Addison et le tue.
Après ça, Lucas porte Ella jusqu'à l'entrée du manoir alors que les secours sont sur place. Ils prennent en charge Ella et cette dernière dit à Lucas qu'il doit être quelqu'un de bien puisqu'il l'a sauvée.
Une fois sortie de l’hôpital, Ella se rend sur la tombe de ses parents et reçoit un appel de Lucas qui veut prendre de ses nouvelles.
Ella dit à Lucas qu'elle vit maintenant avec sa tante et ses cousins, ce qu'elle semble apprécier. Lucas lui dit qu'il a pris contact avec sa fille et qu'il ira bientôt la voir, ce qui réjouit Ella. Ils se disent adieu puis Lucas se rend dans une maison où il est attendu par son ex-femme et sa fille.

## Fiche technique
- Titre original : The Hunter's Prayer
- Titre français : The Professional
- Titre québécois : Traquer pour tuer
- Réalisation : Jonathan Mostow
- Scénario : John Brancato et Michael Ferris, d'après le roman For the Dogs de Kevin Wignall
- Direction artistique : Tomas Voth, Peter Findley, Zsuzsa Kismarty-Lechner, Gail Stevens et Mark Bennett
- Casting : Mark Bennett et Gail Stevens
- Décors : Zsuzsa Mihalek
- Photographie : José David Montero
- Montage : Ken Blackwell
- Musique : Federico Jusid
- Budget : 17 000 000 (estimation)[1]
- Producteur(s) : Tove Christensen, James Costas, Paul Leyden, David McIlhargey, Christopher Milburn, Anthony Rhulen, Paul Rock, John Schwarz, Michael Schwarz, Michael Wexler et Sam Worthington
  - Producteurs associés : Gavin Poolman, Duncan Reid, Hugo Heppell, Norman Merry, Peter Hampden, Ildiko Kemeny, David Minkowski et Jack L. Murray
- Société(s) de production : Apollo Media, Elipsis Capital (co-production), FilmEngine, Full Clip Productions
- Société(s) de distribution : Saban Films ( États-Unis), Cathay-Keris Films ( Singapour), NOS Audiovisuais ( Portugal) et Ascot Elite Entertainment Group ( Suisse)
- Pays de production :  États-Unis,  Allemagne et  Espagne
- Langue originale : anglais, allemand et français
- Format : couleur
- Genre : thriller
- Durée : 90 minutes
- Dates de sortie : 
  - États-Unis : 9 juin 2017
  - France : 13 novembre 2017 (DVD)

## Distribution
- Sam Worthington (VF : Adrien Antoine ; VQ : Gilbert Lachance) : Lucas
- Odeya Rush (VQ : Sarah-Jeanne Labrosse) : Ella
- Allen Leech (VQ : François-Simon Poirier) : Richard Addison
- Martin Compston (VQ : Paul Sarrasin) : Metzger
- Amy Landecker (VQ : Anne Bédard) : Banks
- Verónica Echegui (VQ : Pascale Montreuil) : Dani
- Eben Young : Martin Hatto
- Tina Maskell : Rosa
- Eudald Font (VQ : Nicolas Charbonneaux-Collombet): Sergio

 Source et légende : version québécoise (VQ) sur Doublage.qc.ca

## Production
Le tournage a lieu en Angleterre, notamment dans la région Yorkshire-et-Humber (Flamborough, Saltaire, Harrogate, Leeds, Knaresborough, Scarborough). Il se déroule également en Hongrie (Budapest, Székesfehérvár, Kismaros), en Autriche (Vienne et son opéra).

## Accueil

### Accueil critique
Sur Metacritic, le film obtient une note moyenne de 35⁄100 pour 5 critiques.